# Kreuz der Treue für Transmontana
Das Kreuz der Treue für Transmontana war eine portugiesische Auszeichnung.

## Geschichte
Der Orden  wurde von König Johann VI. gestiftet. Der Name erinnert an den am 23. Februar 1823 in Trás-os-Montes (lateinisch Transmontana) ausgerufenen monarchistischen Aufstand zur Wiederherstellung der uneingeschränkten königlichen Rechte. Stiftungstag war der 24. Juli 1823. 
Die Ordensdekoration war ein Kreuz für Offiziere und zeigte auf einer Seite das Bild des Stifters und auf der anderen die Jahreszahl 1823 und den Spruch: „Heroice Fidelidate Transmontana“ (lat.: für heldenhafte Treue in Transmontanien). Das Ordensband war weiß und grün.
Die Auszuzeichnenden stammten aus dem Armeekorps, das Feldmarschall Manuel da Silveira Pinto da Fonseca Teixeira, Graf von Amarante, befehligte, der 1823 vom König zum „Marquês de Chaves“ erhoben wurde. Dieses Armeekorps rückte auf Lissabon vor, um das Parlament, die Cortes, aufzulösen.
Für andere Auszuzeichnende gab es die Dekoration, wenn sie in der Zeit vom 30. Mai bis zum 5. Juni 1823 dem König nach Vila Franca gefolgt waren oder seinem Sohn, Don Miguel, nach Santarem.
Diese Ordensdekoration zeigte auf der einen Seite das Brustbild des Königs und auf der anderen die Inschrift: „Fidelidade ao rey e patria“ (Treue zum König und Vaterland). Das Ordensband war grün, rot und weiß. 